# Giōrgos Mauropsaridīs
Giōrgos Mauropsaridīs (in greco Γιώργος Μαυροψαρίδης?; Atene, 21 novembre 1954) è un montatore greco, noto per aver montato tutti i film di Yorgos Lanthimos.
È stato candidato due volte all'Oscar al miglior montaggio, per La favorita (2018) e Povere creature! (2023).

## Biografia
Si è laureato alla London Film School.

## Filmografia parziale
- Ma tu mi ami? (M' agapas?), regia di Giōrgos Panousopoulos (1989)
- O kalyteros mou filos, regia di Yorgos Lanthimos e Lakīs Lazopoulos (2001)
- Un tocco di zenzero (Politikī kouzina), regia di Tasos Mpoulmetīs (2003)
- Kinetta, regia di Yorgos Lanthimos (2005)
- Kynodontas, regia di Yorgos Lanthimos (2009)
- Alps (Alpeis), regia di Yorgos Lanthimos (2011)
- Sivas, regia di Kaan Müjdeci (2014)
- The Lobster, regia di Yorgos Lanthimos (2015)
- Chevalier, regia di Athīna Rachīl Tsaggarī (2015)
- Il sacrificio del cervo sacro (The Killing of a Sacred Deer), regia di Yorgos Lanthimos (2017)
- La favorita (The Favourite), regia di Yorgos Lanthimos (2018)
- Monos - Un gioco da ragazzi (Monos), regia di Alejandro Landes (2019)
- The Cursed, regia di Sean Ellis (2021)
- She Will, regia di Charlotte Colbert (2021)
- Povere creature! (Poor Things), regia di Yorgos Lanthimos (2023)
- Kinds of Kindness, regia di Yorgos Lanthimos (2024)
- Bugonia, regia di Yorgos Lanthimos (2025)

## Riconoscimenti
- Premio Oscar
  - 2019 - Candidatura al miglior montaggio per La favorita
  - 2024 - Candidatura al miglior montaggio per Povere creature!
- Premio BAFTA
  - 2019 - Candidatura al miglior montaggio per La favorita
  - 2024 - Candidatura al miglior montaggio per Povere creature!
- European Film Award
  - 2019 - Miglior montaggio per La favorita
- Critics' Choice Award
  - 2019 - Candidatura al miglior montaggio per La favorita
  - 2024 - Candidatura al miglior montaggio per Povere creature!
- Los Angeles Film Critics Association Award
  - 2018 - Candidatura al miglior montaggio per La favorita
- Satellite Award
  - 2024 - Candidatura al miglior montaggio per Povere creature!